# خيسوس أرانغورين
خيسوس أرانغورين (الإسبانية: Jesús Aranguren)؛ (26 ديسمبر 1944 — 21 مارس 2011) هو لاعب كرة قدم، ومدرب كرة قدم، من مواليد مدينة بورتغاليتي، لعب في مركز مدافع.

## وصلات خارجية
- خيسوس أرانغورين على موقع قاعدة بيانات كرة القدم.إي يو (الإنجليزية)
- خيسوس أرانغورين على موقع عالم كرة القدم.نت (الإنجليزية)